# Мошин, Кристина
Кристина Мошин (рум. Cristina Moșin; род. 15 ноября 1982) — молдавская шахматистка, международный мастер среди женщин (2000).

## Биография
Кристина Мошин была в числе лучших шахматисток Молдовы в конце 1990-х годов. Дважды подряд выигрывала юношеский чемпионат Европы по шахматам в возрастной группе среди девушек до 14 лет (1995, 1996). В 1995 году Кристина Мошин участвовала в межзональном турнире по шахматам среди женщин в Кишинёвe, где заняла 52-е место. В 1998 году на юношеском чемпионате мира по шахматам в возрастной группе среди девушек до 16 лет была второй после китайской шахматистки Ван Юй. Представляла молдавскую команду на командном чемпионате Европы по шахматам среди девушек в 2000 году, где завоевала бронзовую медаль в командном зачете и серебряную медаль в индивидуальном зачете.
В 2000 году она была удостоена ФИДЕ звания международного мастера среди женщин (WIM). С 2003 года перестала принимать участие в шахматных турнирах.